# Малая Песчаная пустыня
Малая Песчаная пустыня (англ. Little Sandy Desert) — песчаная пустыня на западе Австралии (штат Западная Австралия). Расположена к югу от Большой Песчаной пустыни, на востоке переходит в пустыню Гибсона. Название пустыни обуславливается тем, что она находится рядом с Большой Песчаной пустыней, но имеет гораздо меньшие размеры. По характеристикам рельефа, фауны и флоры Малая Песчаная пустыня сходна со своей большой «сестрой».

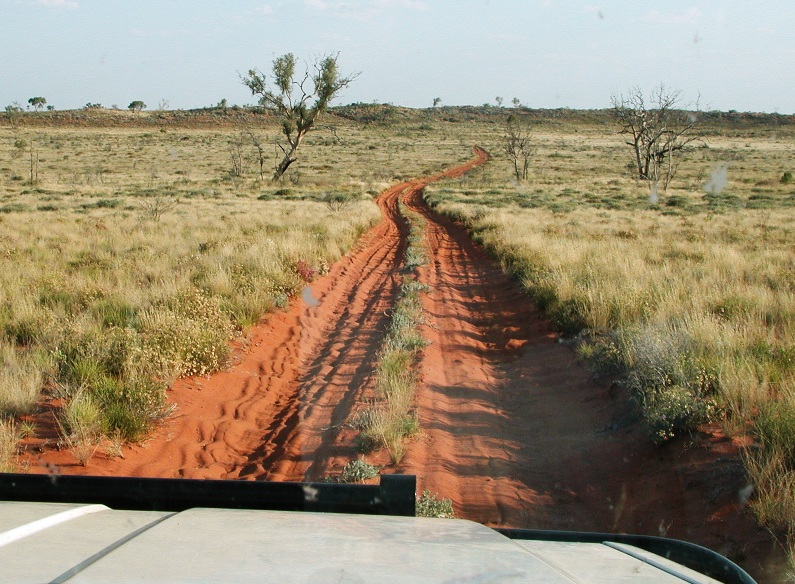
Каннингский скотоперегонный маршрут, проходящий по пустыне

Площадь региона — 101 тыс. км². Среднегодовое количество осадков, которые выпадают преимущественно в летний период, составляет 150—200 мм, среднегодовое испарение — 3600—4000 мм. Средние температуры лета колеблются от 22 до 38,3° C, зимой данный показатель составляет 5,4—21,3° C. Сток внутренний, основной водоток — Сейвори-Крик (Savory Creek), впадает в озеро Дисаппойнтмент, расположенное в северной части региона. На юге также имеются несколько небольших озёр. Истоки рек Рудалл и Коттон находятся у северных границ региона. За почвах из красного песка произрастает злак Spinifex L.
С 1997 года в регионе было зафиксировано несколько пожаров, наиболее значительный был в 2000 году, когда пострадало 18,5 % площади региона. Около 4,6 % территории биорегиона имеют природоохранный статус.
Крупных населённых пунктов в пределах пустыни нет. Большая часть земли принадлежит аборигенам, наиболее крупное их поселение — Парннгурр (Parnngurr). Через пустыню в северо-восточном направлении проходит Каннингский скотоперегонный маршрут (англ. Canning Stock Route) длиной 1 600 км — единственный путь через пустыню, идущий от города Вилуна (Wiluna) через озеро Дисаппойнтмент до Холлс-Крик (Halls Creek).
Каменные орудия и наскальные рисунки из местонахождения Карнатакул (Karnatukul) в Малой Песчаной пустыне датируются возрастом по меньшей мере 47 тыс. лет назад.